# Chris Vandael

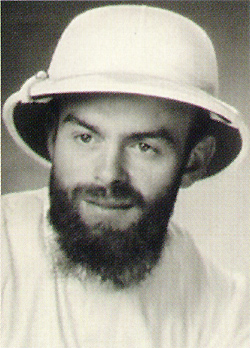

Pater Christianus 'Chris' 'Jan Bosco' Vandael S.C.I. (Overpelt, 1929 - Wamba, 26 november 1964), missionaris van de Priestercongregatie van het Heilig Hart van Jezus in Wamba, Congo en aldaar samen met 27 medebroeders vermoord in november 1964 tijdens de rebellie van de Simba's in Wamba.
In zijn gemeente Overpelt is een straat naar hem vernoemd: de Pater Vandaelstraat. Langs deze straat is een speelpleintje gemaakt waar een klein herdenkingsmonument is te vinden.